# Hessengraben (Geländegraben)
Der Hessengraben ist ein Graben, möglicherweise zu Landwehr-Zwecken, der im Naturpark Arnsberger Wald in Nordrhein-Westfalen zwischen Warstein und Eversberg den alten Plackweg und einen nördlich abzweigenden Weg kreuzt.

## Verlauf
Der Hessengraben verläuft quer zum Höhenzug des Arnsberger Waldes. Er beginnt im Warsteiner Wald südlich von Warstein im Bösenbruch, dem Quellgebiet des Langen Bachs. Von hier aus führt der Graben, der bis zu 2 Meter tief ist, nach Süden und erreicht seinen höchsten Punkt etwa 100 Meter östlich des höchsten Punktes der Plackweghöhe auf der Grenze zwischen Warstein und Eversberg. Hier quert er einen alten Weg, den sogenannten kleinen Plackweg (in der preußischen Uraufnahme als Jägerpfad bezeichnet), der nach Belecke führt, und verläuft dann auf Eversberger Gebiet in einem Bogen nach Südosten und wieder nach Süden, bis er auf den Plackweg nach Brilon trifft. Dieser Teil ähnelt in Tiefe und Breite dem Warsteiner Teil. Südlich des heutigen Plackweges ist kein Graben sichtbar. Wilhelm Leise erklärte, dieser Teil des Grabens sei verschüttet, jedoch an dem andersartigen Bewuchs mit Moosen und Gräsern zu erkennen. Damit stellte er eine Verbindung zur Schlucht der Wallmecke her. Insgesamt ist der Graben über 1000 Meter lang.
Wilhelm Leise beschreibt, dass im Eversberger Forst ein Graben als Hessengraben bekannt war, der eine Verlängerung des nordwestlichsten Quellbachs der Lörmecke bildet. Dieser hat jedoch keine Verbindung mit dem oben beschriebenen Hessengraben.

## Zweck des Grabens
Der Zweck des Grabens ist nicht eindeutig geklärt. Joseph Bender nannte ihn 1844 in einer Fußnote „wohl zweifelsohne ein historisches Monument“ und verweist auf Fehden zwischen Hessen und Westfalen seit uralten Zeiten. 1912 schrieb F. Biermann, dass Bedeutung und Entstehungszeit noch nicht festgestellt sind und A. Beneke berief sich bei seiner Beschreibung als „Denkmal irgend eines unbekannten geschichtlichen Ereignisses aus alter Zeit“ auf Bender.
Wilhelm Leise sah im Hessengraben 1986 eine militärische Anlage zur Sperrung des Höhenrückens am Zusammentreffen von zwei großen Wasserscheiden, die östlich dieser Stelle durch die Lörmecke getrennt werden. Einen Sinn als Daueranlage im tiefen Wald sah er nicht und Benders Vermutung als Schutz vor den Hessen verwarf er, da zumindest der nördliche Weg von Belecke, der ebenfalls versperrt wird, aus dem inneren Raum Westfalens kommt. Stattdessen vermutete Leise, dass die Römer sich in der Varusschlacht über den Plackweg zurückziehen wollten und hier von den Germanen geschlagen wurden. Den Graben soll Germanicus 15 n. Chr. errichtet haben, um sich bei der Bestattung der Toten vor germanischen Übergriffen zu schützen.
Die Anordnung des Grabens deutet auf eine als Wegsperre dienende Landwehr hin, die ein Umgehen der Kontrollstelle auf dem Weg verhinderte. Eine ähnliche Wegsperre befindet sich auch ca. 2,5 Kilometer östlich des Hessengrabens auf dem Jägerpfad. Da der Graben in Nord-Süd-Richtung verläuft, besteht die Möglichkeit, dass es sich um die Grenze zwischen den zu der Grafschaft Arnsberg gehörenden Ortschaften Eversberg und Hirschberg und den zu Kurköln gehörenden Städten Belecke und Warstein handelt.